# Giuseppe Sommaruga
Giuseppe Sommaruga (Milano, 11 luglio 1867 – Milano, 27 marzo 1917) è stato un architetto italiano, considerato uno dei massimi esponenti del Liberty in Italia.

## Biografia
Nacque a Milano da Giacomo Sommaruga, decoratore e da Elisa Biffi.

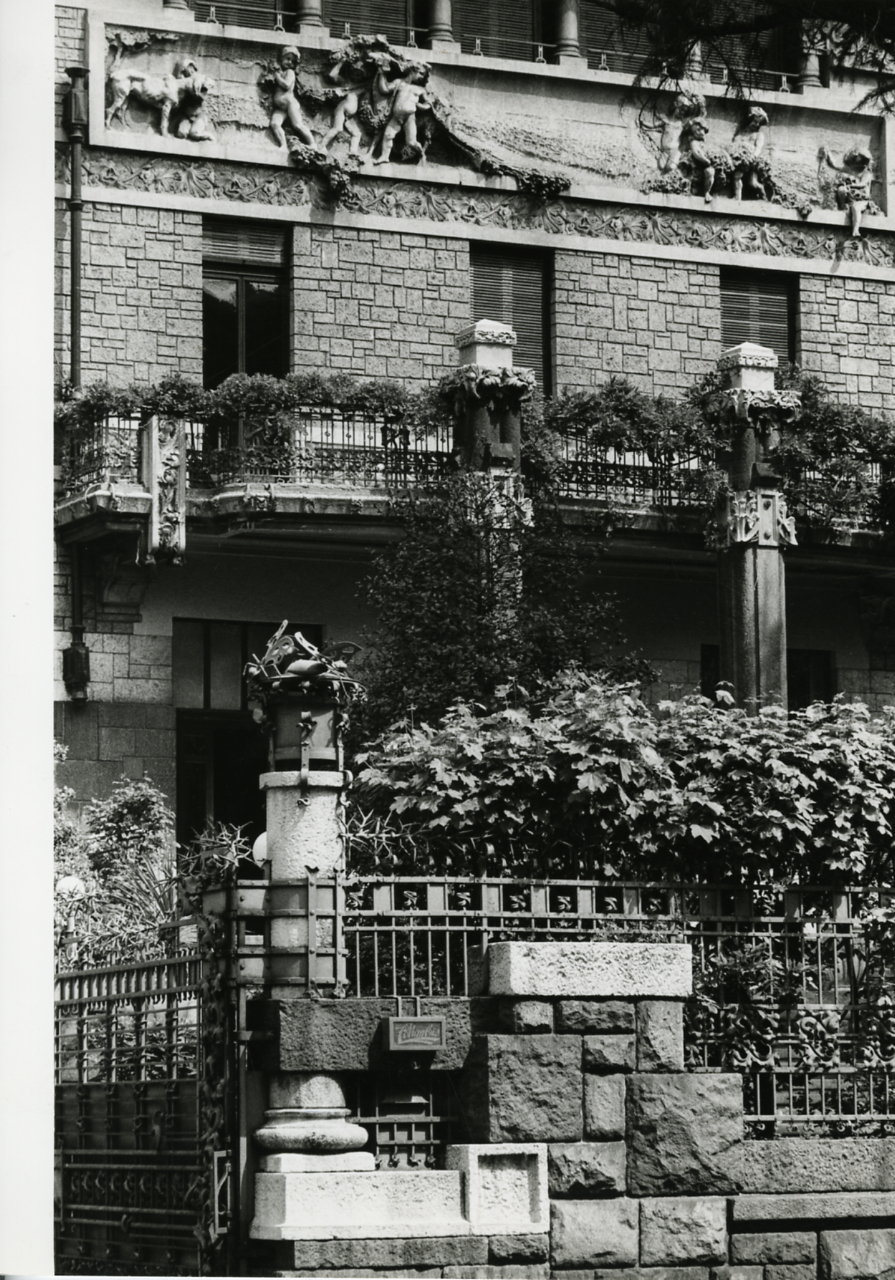
Villa Faccanoni a Milano (1911-1913). Foto di Paolo Monti.

Allievo all'Accademia di Belle Arti di Brera di Camillo Boito, si mise in luce con il primo premio al concorso internazionale di architettura di Torino nel 1890. Era già un professionista affermato: in quegli anni aveva progettato l'ossario di Palestro e alcuni edifici ad uso abitativo a Milano. Ma con la realizzazione del palazzo Castiglioni nel 1901-1903 divenne la personalità di maggior spicco del Liberty a Milano, vigorosamente plastico ma interessato anche a criteri di funzionalità.
Per la grande Esposizione internazionale del Sempione di Milano del 1906 il Sommaruga disegnò i giardini della piazza d'Armi e la grande fontana che li ornava. Alessandro Mazzucotelli realizzò le sue opere in ferro battuto spesso con forme vegetali, rampicanti, fiori e foglie
Sommaruga sembra aver influenzato la formazione di Antonio Sant'Elia; infatti molti elementi dinamici del futurismo furono anticipati nel Grand Hotel Campo dei Fiori di Varese, mentre il mausoleo Faccanoni nel cimitero di Sarnico del 1907 pare aver ispirato l'architetto futurista per il progetto del 1912 per il cimitero di Monza.
Giuseppe Sommaruga riposa al cimitero monumentale di Milano.

## Opere
Tra le sue opere più significative:

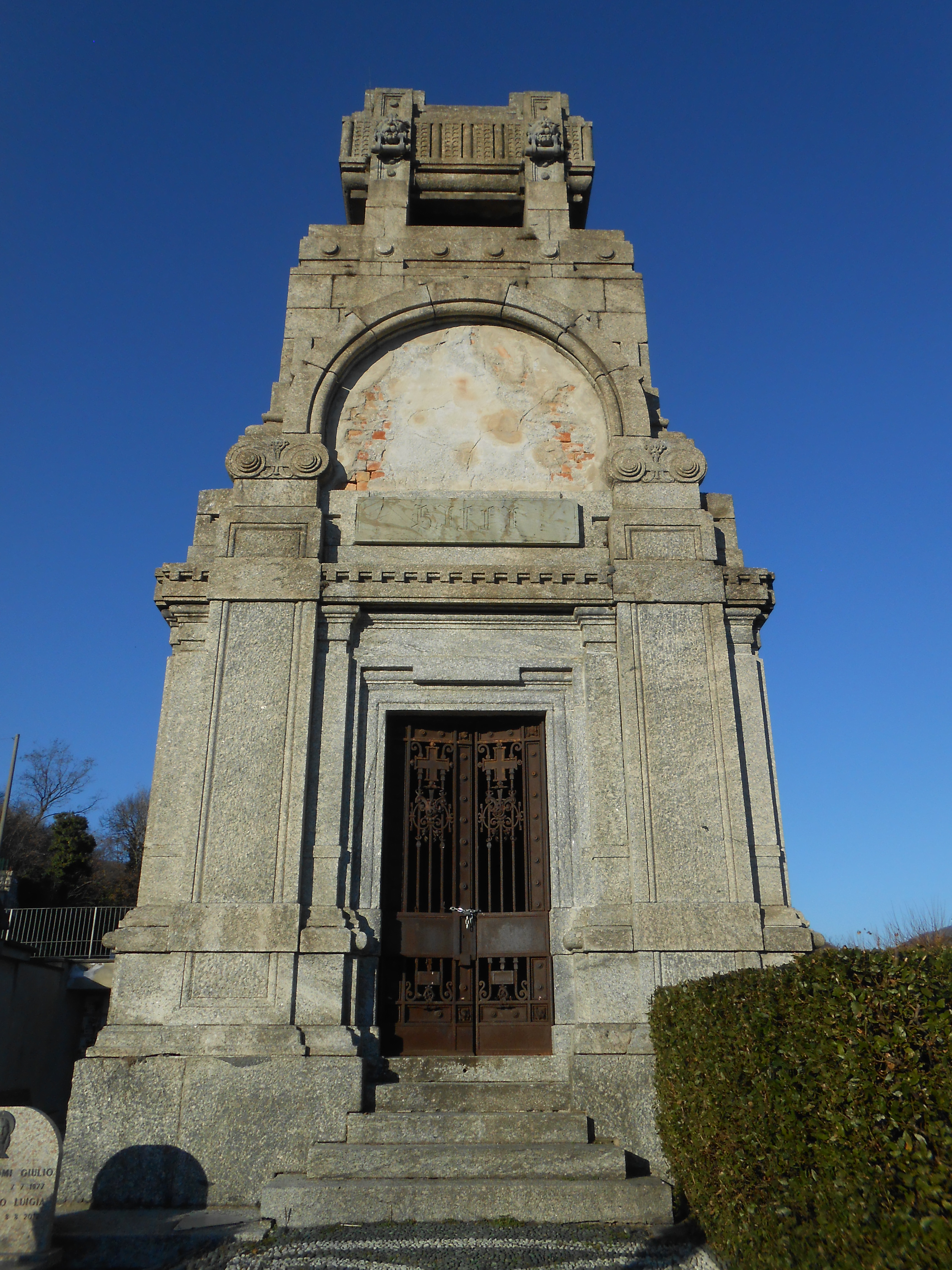
Eupilio, frazione Galliano, tomba Biffi.

- Palazzo Castiglioni, Milano (1900-1903)[2].
- Padiglione italiano, Esposizione internazionale della Luisiana (1904).
- Palazzina Salmoiraghi, Milano (1906).
- Le tre ville Faccanoni a Sarnico: villa Giuseppe Faccanoni, quella di Pietro e quella di Luigi.
- Mausoleo Faccanoni, Sarnico (1907).
- Villa Achille Comi, Milano. Demolita.
- Villa Romeo-Faccanoni (ora clinica Columbus), Milano (1911-1913).
- Villa Niesi, Marchirolo (VA) (1909).
- Palace Hotel, Varese.
- Grand Hotel Campo dei Fiori ora Hotel Tre Croci, con stazione d'arrivo della funicolare e il Ristorante Belvedere, chiusi dal 1960 circa.
- Stazione ferroviaria di Ghirla (VA) (1912-1915) .
- Tomba della Famiglia Biffi, nel cimitero di Galliano, nel comune di Eupilio (Como).
- Casa Broggi (1891) di Luigi Broggi e Giuseppe Sommaruga in Via Meravigli 2 ang. piazza Cordusio ang. via Dante, 20123 Milano.
- Casa Antonio Cirla (1895) Arch. Giuseppe Sommaruga in corso e ripa Ticinese, 55, 20143 Milano.
- Casa Cirla (1903) Arch. Giuseppe Sommaruga in via Angelo Fumagalli, 1 e 3 ang. Ripa di Porta Ticinese, 20143 Milano.
- Casa Piccinelli (1909) Arch. Giuseppe Sommaruga in via Archimede, 41 ang. via Pietro Calvi, 20129 Milano.
- Edificio (1906) di Attilio Volpi (con il benestare dell’Arch. Sommaruga) in via Francesco Petrarca 22 e 22a, 20154 Milano.
- Casa Anacleto Cirla (1908) di Giuseppe Sommaruga in corso Cristoforo Colombo, 10, 20144 Milano.
- Casa Sommaruga (1908-1909) di Giuseppe Sommaruga in via Lanzone, 29 e 31, 20123 Milano.